# Kastell Sânpaul
Kastell Sânpaul (auch Sânpal oder Sinpaul) ist ein ehemaliges römisches Hilfstruppenlager auf dem Gemeindegebiet von Mărtiniș, Kreis Harghita in der rumänischen Region Siebenbürgen. Gemeinsam mit insgesamt 277 Stätten des Dakischen Limes wurde das Kastell Sânpaul 2024 zum UNESCO-Weltkulturerbe erhoben.

## Lage
Im heutigen Siedlungsbild befindet sich das Bodendenkmal in der Flur „Vir“ am nordwestlichen Rand des Dorfes Sânpaul. Außer einigen schwachen Erhebungen ist nichts mehr im Gelände zu sehen, das Gebiet wurde zum Teil modern überbaut. Topographisch liegt das ehemalige Kastell am rechten Ufer des Baches Varca. In antiker Zeit hatte die Kastellbesatzung die Aufgabe, den Vlăhița-Pass zu überwachen, der durch das Harghita-Gebirge – ein Teilgebirge der Ostkarpaten – ins Barbaricum führte. Darüber hinaus scheint sie ausweislich eines Inschriftenfundes für die Beaufsichtigung eines nahegelegenen Salzbergwerkes zuständig gewesen zu sein.

## Archäologische Befunde
Während der archäologischen Ausgrabungen, die in den Jahren 1957 und 1958 unter der Leitung von G. und I. Ferenczi durchgeführt wurden, konnten zwei Bauphasen differenziert werden, wobei über die erste Bauphase, ein Holz-Erde-Lager, außer seiner Existenz kaum etwas bekannt ist.
Die zweite Bauphase bestand aus einem Steinkastell mit rechteckigem Grundriss und abgerundeten Ecken. Die Achsmaße betrugen 133 m mal 150 m, was einer Grundfläche von knapp zwei Hektar entspricht. Mit seinen Seiten war es in die vier Himmelsrichtungen ausgerichtet, wobei sich die Längsseiten im Osten und im Westen befanden. Umwehrt war es mit einer 1,25 m mächtigen Mauer in der Technik des Opus incertum, vor der als Annäherungshindernis ein einfacher, 2,70 m breiter und 1,70 m tiefer Spitzgraben verlief.
Nur eine einzige Einheit ist inschriftlich überliefert, ein Numerus Maurorum S..., also eine Einheit unbestimmter Größe, die ursprünglich im Gebiet des heutigen Marokkos rekrutiert worden war. Interessant ist eine andere Inschrift, die Florian Matei-Popescu und Ovidiu Țentea (2016) sowie Lucrețiu-Ion Mihailescu Bîrliba (2018) dazu bewog, die Zuständigkeit der Garnison auch für die Bewachung (der Arbeiten) in einem nahe gelegenen Salzbergwerk zu postulieren. Es handelt sich um eine Weiheinschrift mit dem Text:
Übertragen: Dem unbesiegbaren Sonnengott zum Heil, (für) Caius Iulius Valentini (den) Leiter des Salzbergwerkes, hat Iulius Omucio, Freigelassener, diesen (Weihestein) aufgestellt.

## Fundverbleib und Denkmalschutz
Die Ausgrabungsfunde wurden dem Muzeul Orășenesc, in Odorheiu Secuiesc überlassen.
Die gesamte archäologische Stätte und im Speziellen das Kastell stehen nach dem 2001 verabschiedeten Gesetz Nr. 422/2001 als historische Denkmäler unter Schutz und sind mit dem LMI-Code HR-I-s-B-12710 in der nationalen Liste der historischen Monumente (Lista Monumentelor Istorice) eingetragen. Zuständig ist das Ministerium für Kultur und nationales Erbe (Ministerul Culturii și Patrimoniului Național), insbesondere das Generaldirektorat für nationales Kulturerbe, die Abteilung für bildende Kunst sowie die Nationale Kommission für historische Denkmäler sowie weitere, dem Ministerium untergeordnete Institutionen. Ungenehmigte Ausgrabungen sowie die Ausfuhr von antiken Gegenständen sind in Rumänien verboten.